# Lista de corpos de bombeiros dos Açores
Esta é uma Lista das associações humanitárias de Bombeiros Voluntários dos Açores.

## Ilha de Santa Maria
- Bombeiros voluntários de Santa Maria

## Ilha de São Miguel
- Bombeiros Voluntários de Ponta Delgada
- Bombeiros Voluntários de Lagoa
- Bombeiros Voluntários de Povoação
- Bombeiros Voluntários do Nordeste
- Bombeiros Voluntários da Ribeira Grande
- Bombeiros Voluntários de Vila Franca do Campo

## Ilha Terceira
- Bombeiros Voluntários de Angra do Heroísmo
- Bombeiros Voluntários da Praia da Vitória

## Ilha Graciosa
- Bombeiros Voluntários da Ilha da Graciosa

## Ilha de São Jorge
- Bombeiros Voluntários de Calheta
- Bombeiros Voluntários de Velas

## Ilha do Pico
- Bombeiros Voluntários de Lajes do Pico
- Bombeiros Voluntários de Madalena
- Bombeiros Voluntários de São Roque do Pico

## Ilha do Faial
- Bombeiros Voluntários Faialenses

## Ilha das Flores
- Bombeiros Voluntários de Santa Cruz das Flores

## Ilha do Corvo
- Bombeiros Voluntários da Ilha do Corvo